# Diocesi di Vagal
La diocesi di Vagal (in latino: Dioecesis Vagalitana) è una sede soppressa e sede titolare della Chiesa cattolica.

## Storia
Vagal, nei pressi delle rovine di Sidi-Ben-Thiour nell'odierna Algeria, è un'antica sede episcopale della provincia romana della Mauritania Cesariense.
Sono solo due i vescovi documentati di questa diocesi africana. Alla conferenza di Cartagine del 411, che vide riuniti assieme i vescovi cattolici e donatisti dell'Africa romana, prese parte il donatista Miggino, senza avversario cattolico. Il nome di Claudio appare al 26º posto nella lista dei vescovi della Mauritania Cesariense convocati a Cartagine dal re vandalo Unerico nel 484; Claudio, come tutti gli altri vescovi cattolici africani, fu condannato all'esilio.
Dal 1933 Vagal è annoverata tra le sedi vescovili titolari della Chiesa cattolica; l'attuale vescovo titolare è Miguel Romano Gómez, già vescovo ausiliare di Guadalajara.

## Cronotassi

### Vescovi residenti
- Maggino † (menzionato nel 411) (vescovo donatista)

- Claudio † (menzionato nel 484)

### Vescovi titolari
- Jean-Baptiste Brunon, P.S.S. † (12 marzo 1965 - 4 aprile 1970 nominato vescovo di Tulle)
- René-Alexandre Dupanloup † (29 aprile 1970 - 17 maggio 1975 succeduto vescovo di Belley)
- Jan Michalski † (6 dicembre 1975 - 23 agosto 1989 deceduto)
- Miguel Romano Gómez, dal 18 marzo 2000